# TJ Bős
A KFC Russel Bős (szlovákul: OFC Russel Gabčíkovo) szlovák amatőr labdarúgócsapat, amely a Nyugat Szlovákiai Labdarúgó Szövetség által szervezett Nyugati Régió Bajnokságában szerepel a 2013/14-es szezonban. A klub székhelye Bősön van.

## Története
A szervezett labdarúgás 1923-ban kezdődött. Az első világháborút követően francia legionáriusok szállásolták be magukat az Amade-kastélyba az ő közvetítésükkel ismerték meg a helyiek a labdarúgást. Az első labdát a helyiek a franciáknak, étkezési céllal eladott macskák után kapott pénzen vettek.

### Bősi Sport Klub
A labdarúgócsapat 1927-ben vette fel a Bősi Sport Klub nevet. A BSK ezután zöld-fehér színekben játszott, volt egy garnitúra öltözetük és két labdájuk. Az alapszabályt Bartalos Ferenc rögzítette. A vezetőségben a korábbi pesti atléta, Pék Lajos és a helybeli Komáromi István kapott helyet. A csapat gerincét Pavlovics Ferenc, Bartal Béla, Kovács Béla, Bartal József, Pavlovics József, Vass Ferenc, Horváth József, Vida Imre, valamint Sveiger Ferenc, Koczkás Rezső, Bodó László, Bodó Jenő és Horváth István képezte. Sőt a környékbeli csapatokkal mérkőzve már 1928-ban serleget is nyert a BSK.

### 1938-1945
1938 és 1945 között Bős is visszakerült Magyarországhoz, a BSK futballistái pedig a Győr Megyei Levente Bajnokságba kaptak besorolást. Knap Árpád és Viola Mihály edzők készítették fel a mérkőzésekre a bősi legényeket: Mózes László, Sveiger Ferenc, Both Jenő, Jakus Ignác, Csörgő Tibor, Varga Mihály, Nagy Gyula, Derzsi László, Both Imre, Gróf János, Tóth Lajos, Rákóczi Lajos, Raj Jenő és Raj Ferenc alkotta a futballcsapat keretét.

### 1947-1968
A második világháború után, 1947-ben indult be Bősön a szervezett labdarúgás. Gróf Árpád, Heizer Aurél, Both Jenő, Gróf János, Bellus Alfréd, Nagy Árpád és mások bábáskodása mellett kezdtek futballozni a bősiek a dunaszerdahelyi járási bajnokságban. Hosszú időn át hol a megyeriek, hol a szerdahelyiek gátolták a bősi labdarúgók feljebbjutását. Végre 1958-ban bajnoki címet szerzett Bős a járásban, és felkerült a kerületi bajnokságba, ahol 1961-ig szerepelt. Ekkor visszaesett a csapat a járási bajnokságba, s itt 1961 és 1968 között Družstevník név alatt futballoztak a bősiek.

### 1968-1977
1968-ban egy új szellemű csapat kialakítása kezdődött. A Frivalszky Iván, Frivalszky Péter, Varga István, Derzsi Mátyás, Both István, Csiba Alfréd, Csiba Imre, Gúgh Béla, Palkovics Iván, Kozmér Flórián, Patasi László, Rákóczi András, Nagy József, Mészáros István, Bodó Miklós, Szabó Alfréd, Derzsi Gáspár, Ján Ondrášek (négyszeres csehszlovák válogatott), Derzsi Péter, Derzsi Pál, Sidó László, Mészáros Lajos és Heizer Ferenc alkotta keretből - Kuczmann Ferenc edző felkészítésével - olyan gárda alakult ki, amely 1976-ban kivívta a járási bajnoki címet! Bős felkerült a kerületi I. B osztályba.

### 1978-1993
1978-ban ismét átszervezték a csapatot. A Lukács, Nagy L., Magyarics, Horváth Gy., Sebő, Patasi, Sipos, Gaura, Halász, Balogh, Žiak képezte gárdát Brányik Sándor edző felvezette a kerületi A osztályba. Sőt ez a gárda a kupában még Szlovákia legjobb tizenhat klubcsapata közé is felverekedte magát.
Az 1979-80-as bajnokságban még csak a 13. helyen végzett Bős, ám a következő szezonban a szurkolók örömére már felkerült a dobogóra. A bronzérmes csapat az új edző, Sipos Bertalan idején a Mészáros, Botló, Farkas, Fodor, Izsmán, Lépes, Derzsi, Sebő, Malinovszky, Onódy, Csánó, Škabla, Štropka, Diószegi, Nagy, Gábriš keretből állt ki. Ezt követően előbb a 4., aztán, az 1982-83-as bajnokságban az 5. helyen végzett az ekkor már az állami gazdaság testnevelési egyesületeként - TJ ŠM Gabčíkovo - futballozó bősi csapat.
Időközben a bakai származású igazgató irányításával egyre jobban prosperáló állami gazdaság vette pártfogásába a klubot. Kicserélődött a játékoskeret, így a csapat 1989-ben bajnokságot nyert az I. A osztályban. Két év múlva pedig feljutott a Szlovák Nemzeti Liga II. osztályának nyugati csoportjába. 1991-ben még bukdácsolva ugyan, de bent maradtak az osztályukban, ám 1993-ra úgy megerősödtek, hogy újabb bajnokságot nyertek!
A bajnokcsapat tagjai: Szergej Prihogyko és Jankovics Attila kapusok; a védelmet Kováts Barnabás, Tóth Ferenc (csapatkapitány), Medgyes József, Csiffári István, Varga Dezső, Milan Škoda és Gennagyij Szalov képezte; a középpályán Varga Tihamér, Ravasz József, Domonkos Tibor, Mészáros Zoltán, Molnár Péter és Szabó Nándor irányított; csatárként Győri Zsolt, Szabó Tibor és Johancsik Gábor rohamozta az ellenfél kapuját.

### Bősi utánpótlásnevelés
A bősi labdarúgásnak állandó megújhodást jelent az utánpótlásnevelés. A fiatalokkal 1948-tól foglalkoznak szervezetten. 1976-ban járási, majd 1977-ben az I. B osztályban szereztek bajnoki címet a bősi fiatalok, s felkerültek az I. A osztályba, ahol a Darnay, Izsmán, Mészáros Á., Jandura, Szeif, Both, Katona, Vida, Nagy R., Mészáros R., Kántor és Vörös alkotta kerettel Fekete Alfréd és Végh Zsigmond edző foglalkozott kellő hozzáértéssel.
A hetvenesztendős klubot 1993-ban - a Bősi Állami Gazdaság szponzorálásával a szeniorok mellett a bősi ifik is bajnokcsapattal köszöntötték! Rekordok könyvébe kívánkozik a gólkülönbségük: 136:23! Az ifjúsági bajnokcsapat kerete ez volt: Schweiger Arnold és Csonka Tibor kapusok; Szekács Róbert, Jakus Mátyás, Ollé Róbert, Mészáros Árpád és Derzsi László védők; Gróf Imre, Csicsay Kornél, Harsányi Imre, Zsákovics Adrián, Strbka Kálmán és Kovács István középpályások; Both Norbert, Puskás Imre, Fekete Szilárd, Fenes László és Csölle Marián csatárok. Edző, Horváth József, segítője, Bodó István, csapatvezető, Sóki György mérnök.